# آرپادره‌سی (تاش‌اوا)
آرپادره‌سی (به ترکی استانبولی: Arpaderesi) یک منطقهٔ مسکونی در ترکیه است که در تاشوا واقع شده‌است.